# Nadhmi Auchi
Nadhmi Shakir Auchi, Order of St. Sylvester, Royal Order of Francis I, (född 11 juni 1937, Bagdad) är en brittisk-irakisk affärsman och entreprenör, bosatt i London, Storbritannien. Han är grundare, ägare och ordförande i General Mediterranean Holding (GMH), som är ett konglomerat av fler än 120 företag över hela världen, med verksamhet inom Bank & Finans, Fastigheter & byggnad, Hotell & Fritid, Industri, handel & läkemedel, kommunikation & IT och Luftfart.

## Förmögenhet
Mars 2011, har Auchi en förmögenhet på cirka 12 miljarder kronor, och rankas av Forbes som världens 692 rikaste person och Storbritanniens 21 rikaste person. År 2008 var hans förmögenhet 21 miljarder kronor, men minskade de kommande åren p.g.a. finanskrisen.